# 雪下红
雪下红（学名：Ardisia villosa）为報春花科紫金牛属下的一个种。

## 亚种和变种
- ，亚种[2]
- ，亚种，有如下异名：[3]
  - 毛叶雪下红[4]
  - 狭叶雪下红[5]
- ，变种，有如下异名：[6]

## 扩展阅读
- 維基物種上的相關：雪下红